# Ship Simulator
Ship Simulator is een programma voor vaarsimulatie, ontwikkeld door de Nederlandse firma VSTEP en uitgebracht door Lighthouse Interactive.

## Versies

### 2006
De eerste versie kwam uit aan het einde van 2005 en is getiteld 'Ship Simulator 2006'. De gebruiker kan diverse schepen, waaronder een Rotterdamse watertaxi, een containerschip en zelfs de Titanic besturen. Dit gebeurt in diverse weersomstandigheden en in diverse havens, waaronder die van Rotterdam, Hamburg en New York. Door middel van 'missies' die moeten worden volbracht is een spelelement toegevoegd. Gebruikers kunnen ook zelf missies samenstellen.
Een uitbreidingspakket is ook uitgebracht, met onder meer een cruiseschip, een oude Russische sleepboot en een zeer snel jacht. Shipsim professional kan bovendien aangesloten worden op navigatieapparatuur of op een tweede beeldscherm om te kunnen navigeren met GPS en radar op een apart scherm.

### 2008
Ship Simulator 2008 werd in september 2007 op de markt gebracht. De belangrijkste verbeteringen zijn dat er nu vrij rondgevaren kan worden (vrijrondvaren-modus), er nu uitgebreidere en instelbare weersomstandigheden en golfhoogten zijn, tijdsverloop geïntegreerd is, er meer missies beschikbaar zijn en dat er extra havens zijn toegevoegd. Tevens zijn booreilanden en (haven)kraanbesturing toegevoegd en wordt het aanmeren gesimuleerd.
Later kwam er een uitbreiding op het eerste spel, New Horizons met een nieuwe omgeving (Padstow, Cornwall) en enkele nieuwe schepen, van een duwboot en een vissersboot tot een cruiseschip en een jacht.

### Extremes
Ship Simulator Extremes is op 27 augustus 2010 gelanceerd. Naast de verbeteringen van de 2008 versie zijn enkele nieuwe features toegevoegd waaronder boeg en hekgolven van schepen. De grootste verbetering is de mogelijk tot het lanceren van reddingsboten en RHIB's. 
Op 8 maart 2011 kwam er een Ferry add-on uit die enkele nieuwe schepen (voornamelijk veerboten) toevoegt en andere speciale mogelijkheden met betrekking tot veerboten.